# Мазихин, Юрий Владимирович
Ю́рий Влади́мирович Мази́хин (род. 8 мая 1961, Березники, Пермская область) — российский актёр.

## Биография
Родился 8 мая 1961 года в г. Березники Пермской области.
В 1988 году окончил Свердловский театральный институт. 
С 1988 по 1993 год — актер в Свердловском государственном театре музыкальной комедии.
С 1993 по 1996 год — актер Театра «Мюзиклэнд» в Москве. С 1996 по 1999 год работал в Московском драматическом театре «Модернъ». Исполнитель роли Саши в мюзикле «Tomorrowland». Обладатель призов российских и международных конкурсов актеров музыкального жанра. 
Ведущий участник проекта «Норд-Ост» (роль Николая Антоновича Татаринова). Во время террористического акта в 2002 году сумел быстро сориентироваться, выйти из уже захваченного здания и вывести художника по гриму Анну Никулину.
В труппе Театра на Таганке — с 2000 года.

## Дискография
- Игра в жмурки
- Кошки-мышки
- Сыскная метода Порфирия
- Механическое пианино
- Романс Порфирия
- Каравай, каравай…

## Фильмография

### Роли в кино
- 2000 — Ландыш серебристый — эпизод
- 2001 — Марш Турецкого (2 сезон) — Николай, капитан милиции
- 2002 — Русские амазонки — муж Маий
- 2003 — Даша Васильева. Любительница частного сыска — Яцек Ярузельский, муж Жаклин
- 2003 — На углу у Патриарших-3 — Афанасьев
- 2003 — Полосатое лето — психолог
- 2004 — Бальзаковский возраст, или Все мужики сво… (4 серия) — эпизод
- 2004 — Лола и Маркиз. Виртуозы лёгкой наживы — эпизод
- 2005 — Адвокат-2 — Вадим Сергеевич Кочергин, отчим Лизы
- 2005 — Неотложка-2 — эпизод
- 2007 — Папины дочки — учитель информатики
- 2007 — Закон и порядок: Отдел оперативных расследований-1 — Стрелецкий
- 2007 — Ликвидация — Прамек, хозяин картежного притона
- 2008 — Адмиралъ — Иван Михайлов
- 2008 — Криминальное видео — Иван Андреевич Голиков
- 2008 — Фотограф — Лагранский
- 2009 — Адмиралъ (сериал) — Иван Михайлов
- 2011 — МУР. Третий фронт — Георгий Анатольевич Любимов, полярник
- 2013 — Студия 17 — отец Пети

### Озвучивание мультфильмов
- 2010—2012 — Фиксики — Папус

### Вокал
- 1998 — Оливер и компания — Доджер (вокал)
- 2002 — Спирит: Душа прерий — песни

## Призы и награды
- Лауреат премии «Золотая маска» 2003 года в номинации «Лучшая мужская роль».
- Лауреат национальной премии «Музыкальное сердце театра» 2009 года в номинации «Лучший исполнитель главной роли».